# Miitomo
Miitomo (ミートモ?) era un'applicazione mobile gratuita di social networking sviluppata da Nintendo in collaborazione con DeNA. Distribuita in Giappone tramite App Store e Google Play a partire dal 17 marzo 2016, l'applicazione è stata resa disponibile nel resto del mondo il 31 marzo, in concomitanza con il lancio di My Nintendo.
Dal 9 maggio 2018 l'applicazione termina le sue funzionalità, sebbene sia possibile trasferire il Mii verso il proprio account Nintendo.